# Cal Soler (Sant Cugat del Vallès)
Cal Soler és una obra de Sant Cugat del Vallès (Vallès Occidental) protegida com a Bé Cultural d'Interès Local.

## Descripció
Habitatge d'una sola crugia de datació incerta. Destaca l'arcada de totxo a sardinell, sobre basament de pedra, que forma un arc de punt rodó, possiblement data el segle xviii.
Hi ha un arc de pedra en planta baixa en una de les parets mitgeres.

## Història
Les voltes estan documentades des de 1413. En un document medieval consta que l'any 1417 a sota la porxada s'hi varen reunir el batlle i altres persones per decidir que calia fer amb l'església de Sant Pere d'Octavià, que era l'església parroquial romànica de la vila.